# European Drinks (grup)
European Drinks & Foods este un grup de companii din România, deținut de frații Ioan și Viorel Micula.
Grupul a fost înființat în anul 1993.
Este una dintre cele mai mari companii de pe piața alimentară din estul Europei.
Din grup fac parte producătorul de băuturi răcoritoare European Drinks, producătorul de alimente și bere European Food și producătorul de băuturi spirtoase Scandic Distilleries.
Frații Micula mai dețin companiile Rieni Drinks, și Transilvania General Import Export, care transportă și distribuie produsele fabricate de companiile din grup.
Grupul deține cel mai mare număr de brand-uri înregistrate în România, având în portofoliu apa minerală Izvorul Minunilor, sosurile Regal, sucurile Fruttia, napolitanele Naty și berea Bürger.
Produsele firmei sunt prezente în peste 40 de țări.
Cifra de afaceri în 2006: 720 milioane euro

## Controverse
În februarie 2002, producătorul italian de băuturi răcoritoare Parmalat a câștigat procesul cu grupul European Drinks pentru folosirea mărcii de suc natural Sante.
Printr-o sentință judecătorească, Parmalat a obținut suspendarea producerii, îmbutelierii și comercializării brandului Sante de către European Drinks.